# 史提夫·金
史提夫·金（Steve King；1949年5月28日—）是美國的一位政治人物。自2013年開始，他是愛奧瓦州第4選舉區選出的美國眾議院議員。他的黨籍是共和黨。他從2003年開始就是美國眾議院議員。在1997年至2003年，他曾擔任愛奧瓦州參議院議員。